# Jean Nkuete
 (juin 2019).
Si vous disposez d'ouvrages ou d'articles de référence ou si vous connaissez des sites web de qualité traitant du thème abordé ici, merci de compléter l'article en donnant les références utiles à sa vérifiabilité et en les liant à la section « Notes et références ».
Jean Nkuete (né en 1944 à Balessing) est un homme politique et économiste camerounais qui est secrétaire général du Comité Central du Rassemblement démocratique du peuple camerounais (RDPC), le parti politique au pouvoir au Cameroun, depuis 2011.
Il était Secrétaire exécutif de la Communauté économique et monétaire de l'Afrique centrale (CEMAC) 1999-2006 et a servi dans le gouvernement du Cameroun en tant que ministre de l'Agriculture et du Développement rural 2006-2011 (avec le rang de vice-Premier ministre à partir de 2007).

## Biographie
Nkuete est né à Balessing dans le département de Menoua en 1944. Il a fait ses études secondaires au Lycée du Manengouba à Nkongsamba, puis poursuivi des études supérieures en Italie de 1963 à 1969, puis est retourné au Cameroun, où il a commencé à travailler au ministère du Plan en 1969 après avoir obtenu son doctorat. Il a été chef du département de la planification générale d'août 1969 à 1972 et directeur adjoint de la planification et du développement régional d'août 1974 à 1975. Nkuete a ensuite été nommé au poste de directeur des affaires économiques et techniques en 1975 par Paul Biya, alors Premier ministre. Il a ensuite été conseiller technique au sein du cabinet du Premier ministre d'octobre 1977 à septembre 1981. Nkuete était directeur général adjoint de PARIBAS-Cameroon Bank. de septembre 1981 à avril 1983.
Biya  devenu président, celui-ci nomme Nkuete vice-secrétaire général de la présidence, avec rang de ministre, le 13 avril 1983. Considéré comme "l'associé le plus fiable de Biya", Nkuete a été promu au poste de Secrétaire général du gouvernement le 21 novembre 1986. En tant que secrétaire général du gouvernement, ayant le rang de ministre, Nkuete était responsable de la coordination des ministères.
Après deux ans au poste de secrétaire général du gouvernement, le gouverneur de la Banque des États de l'Afrique centrale.(BEAC) le nomme directeur de l'agence de la BEAC à Douala le 1er décembre 1988, en remplacement de Simon Bassilekin. Il a occupé ce poste jusqu'en 1999. Cette année-là, il devient secrétaire exécutif de la CEMAC en 1999. Après sept ans à la CEMAC, le Président Paul Biya le nomme, le 22 septembre 2006, ministre d'État de l'Agriculture et du Développement rural.
Lors d’un remaniement ministériel le 7 septembre 2007, Nkuete est promu au rang de vice-premier ministre, tout en restant responsable de l’agriculture et du développement rural; il a été nommé vice-Premier ministre le 10 septembre.
Après cinq ans au gouvernement, Nkuete a été remplacé dans ses fonctions pour être nommé secrétaire général du Comité central du Mouvement démocratique du peuple camerounais (RDPC) le 9 décembre 2011.

### Ouvrages
- Monnaie et finances comme moteur de développement (Recherches africaines), Yaoundé, éditions Clé en coédition avec NENA, 1980, 430 p.  (ISBN 2-7235-0045-4)
- Le Franc CFA face aux mutations des grandes unités de compte : Dollar-DTS-ECU, Yaoundé, éditions Clé en coédition avec NENA, 1981, 174 p.  (ISBN 2-7235-0086-1)
- Une expérience économique en Afrique centrale, le Rwanda, Yaoundé : SOPECAM, 1990, 161 p.  (ISBN 2-86969-032-0)